# LGBT práva ve Španělsku

Duhová mapa Španělska

Práva leseb, gayů, bisexuálů a translidí (LGBT) si ve Španělsku prošla v posledních letech několika významnými proměnami. Historicky můžeme první náznaky homosexuality vidět u starověkých Římanů, kde sexuální kontakty mezi muži byly brány jako zcela běžné, a manželství mezi nimi se v období Římského impéria vyskytovalo. První zákon proti stejnopohlavním manželstvím byl přijat křesťanskými císaři Constantiem II. a Constansem a římská morálka se ve 4. století změnila. Nástup křesťanství rovněž znamenal změnu v nahlížení na lidskou sexualitu, na níž se v té době nahlíželo pouze z reprodukčního hlediska. Homosexualita byla považována za jednu z mnoha hříšných sexuálních aktivit, které jsou proti Boží vůli a zákonům. To mělo tudíž za následek přijetí zákonů proti sodomii. Ačkoli tento obrat svobodu na tomto území narušil, s nástupem osvícenství došlo ke zrušení tohoto zákona r. 1822. Akceptaci homosexuality však narušila Španělská občanská válka a následovná éra diktatury Francisca Franca.
V průběhu konce 20. století se práva LGBT komunity začala rozvíjet a stejnopohlavní styk byl legalizován r. 1979 se stejným věkem způsobilosti k pohlavnímu styku pro obě orientace. Dnešní Španělsko je známé jako jedna z nejvstřícnějších a pro život LGBT občanů nejbezpečnějších zemí na celém světě. Po uzákonění neregistrovaného soužití na celém území a registrovaného partnerství v některých městech mezi lety 1994 a 1997 došlo k legalizaci stejnopohlavního manželství s plnými adopčními právy r. 2005. Transsexuálové zde můžou podstupovat úřední změnu pohlaví, aniž by byli nuceni k chirurgické změně a sterilizaci. Diskriminace na základě sexuální orientace a genderové identity je zcela zakázána od r. 1996. Gayové a lesby smějí otevřeně sloužit v armádě a od r. 2005 smějí muži mající sex s muži darovat krev.
Španělsko je všeobecně považováno za jednu z nejvíc sociálně liberálních a gay friendly zemí na celém světě a LGBT kultura hraje významnou roli ve španělské literatuře, hudbě, kinematografii a ostatních sférách běžného života, jakož i v politice. Veřejné mínění ohledně homosexuality tu je nesmírně pozitivní dle studie Pew Research Center v r. 2013 ukazující, že 88 % Španělů akceptuje homosexualitu, čímž zaujímá první místo na seznamu. Homosexualita je tu hodně viditelná v mnoha oblastech jako je armáda, španělská civilní garda, soudnictví i duchovenstvo, nicméně třeba ve sportu je LGBT komunita marginalizována. Španělský režisér Pedro Almodóvar se zasluhuje o mezinárodní uznání země jako vstřícné vůči LGBT lidem. Každoroční festival Europride se koná od r. 2007 v Madridu a Barceloně, což jsou jedny z nejvíc gay friendly měst na světě.

## Zákony týkající se stejnopohlavní sexuální aktivity

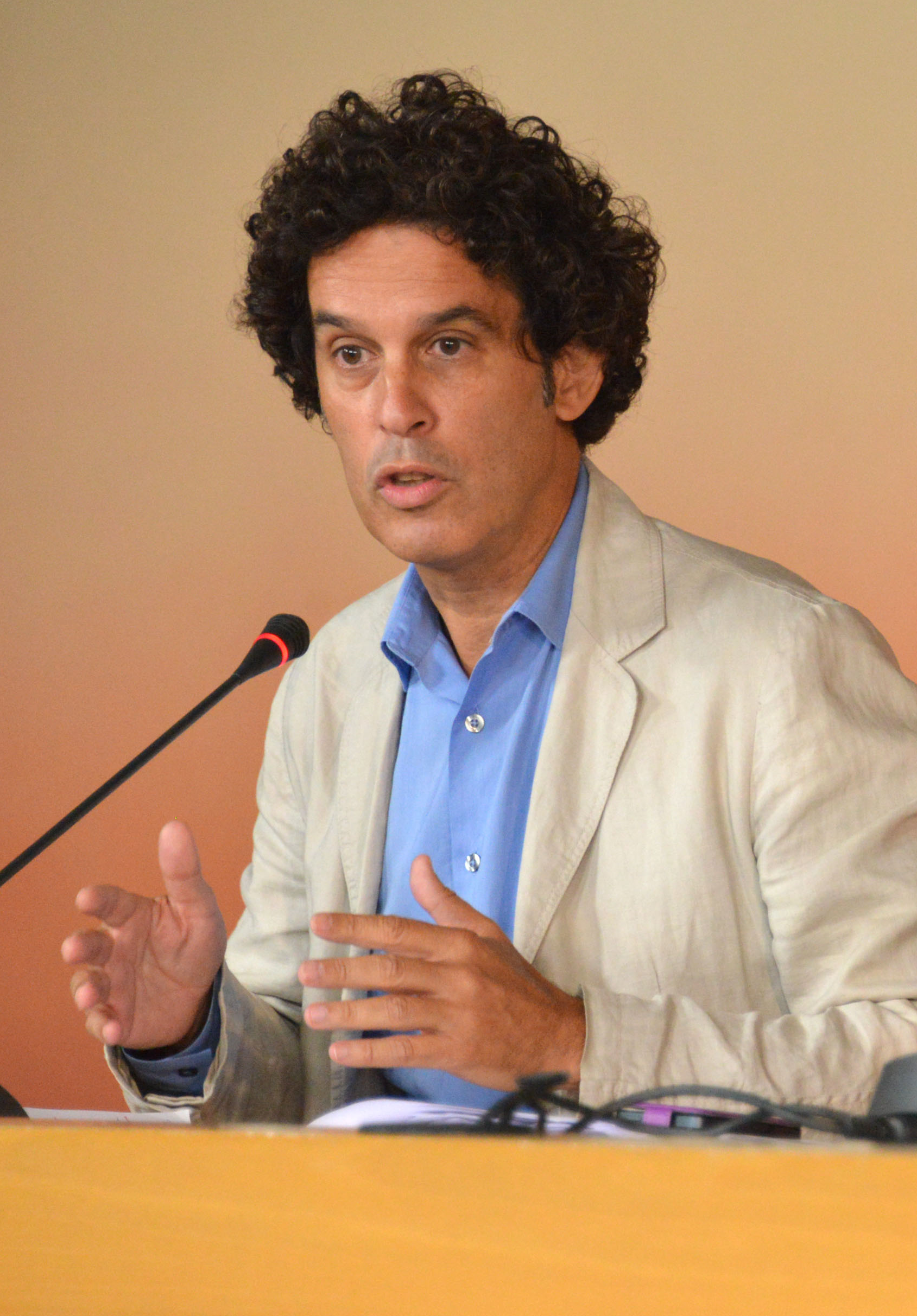
Politik Pedro Zeloro byl jedním z nejvýznamnějších LGBT aktivistů v historii Španělska a jedním z nejhlasitějších podporovatelů stejnopohlavního manželství a adopci dětí homosexuálními páry.

### Římská říše

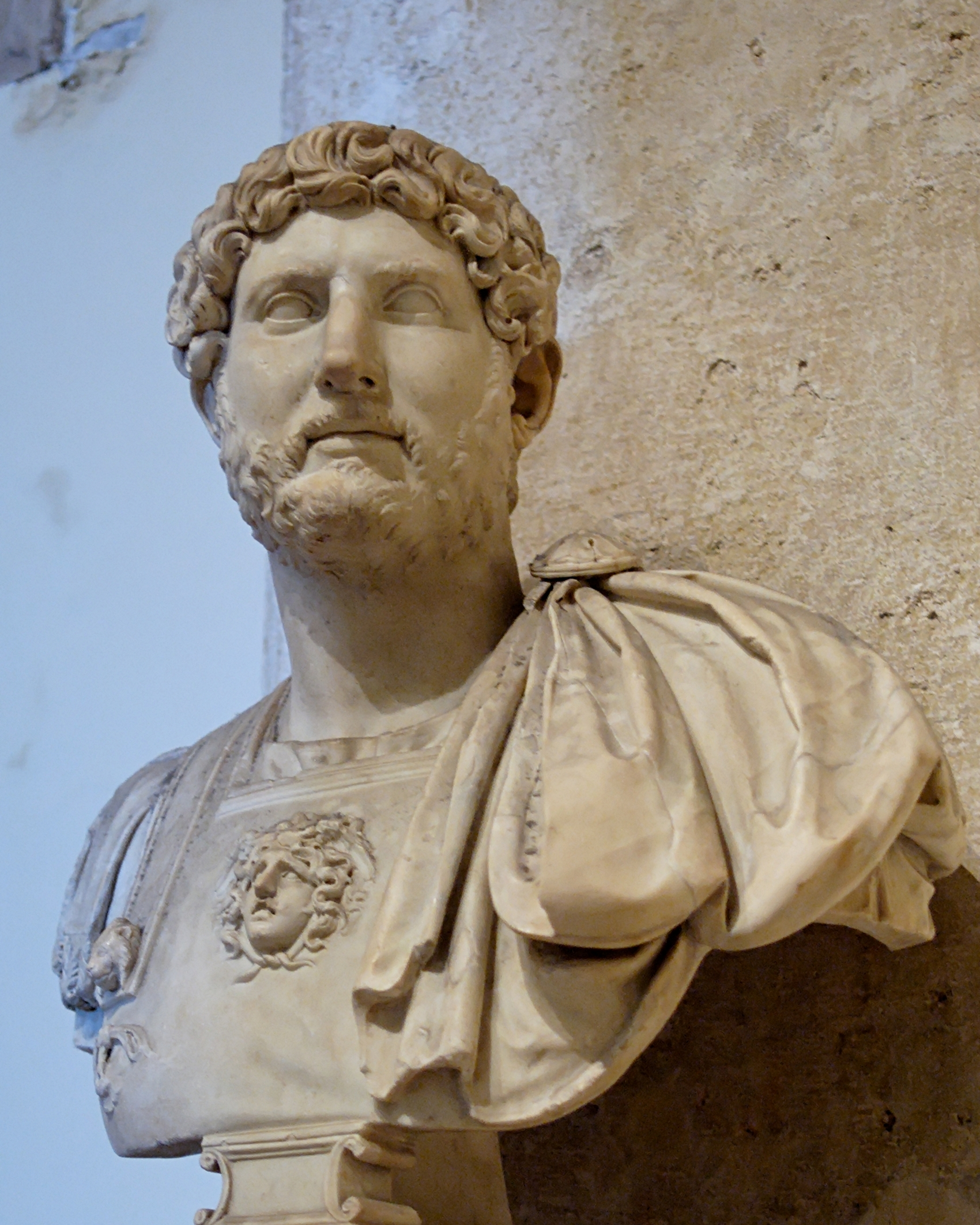
Busta hispánského římského císaře Hadriana, milence Antinoa, vystavená v římském Pallazo dei Conservatori.

Římané spolu s dalšími aspekty své kultury výrazně ovlivnili koncept sexuální morálky ve Španělsku. Řím byl v oblasti sexuality velmi otevřený a mužská homosexualita v něm byla zcela běžná. Jako ideál byla mezi Římany prezentována bisexualita. Edward Gibbon se zmiňuje o prvních 15 císařích, "Claudius byl jediný z těch, kteří byli v lásce zcela korektní" – tak se interpretuje fakt, že byl jediným, který neměl poměr s muži a mladými chlapci. Gibbon si zakládal na věcném postoji Suetonia, který říkal, že: "On měl velkou vášeň pro ženy, ale to samé postrádal pro muže." Suetonius a ostatní antičtí autoři tento fakt používají v Claudivův neprospěch. Obviňují jej z přespřílišné slabosti vůči k ženám.
Manželství mezi muži se vyskytují již v období rané Římské říše. Garantované bylo Theodisiovým kodexem křesťanských císařů Konstantina a Konstanse přijatým 16. prosince 342.  Manželství mezi muži je dohledatelné v epigramech Marca Valeria Martiala.
První zaznamenané mužské manželství se datuje k vládě císaře Nerona, který údajně při několika příležitostech uzavřel sňatek se dvěma muži. Římský císař Elagabalus se údajně nechoval jinak. Vládci, kterým se dostávalo obdivu a chvály ze strany Římanů, jakými jsou Hadrianus a Traianus, se netajili existencí mužských milenců, byť není ověřitelné, zda se s nimi sezdávali. Hadrianův milenec Antinoos byl po své smrti veleben. Dodnes se zachovalo několik jeho soch, což z něj činí jednu z nejzachovalejších necísařských osobností.
V rámci konzervativních vyšších senátorských tříd byl společenský status mnohem důležitější, než jakékoli sexuální vztahy. Čili Římané mohli obcovat s cizinci, plebejci (nebo příslušníky nižších tříd, otroky, chlapci, eunuchy a mužskými prostituty stejně jako s otrokyněmi, konkubínami a prostitutkami. Nicméně nikdo z vyšší třídy by neměl dovolit jinému muži obcování s ním. Bez ohledu na věk a postavení. Ve vztahu s mužem mohl hrát pouze aktivní roli. K aktivním homosexuálům (těm, kteří mohli obcovat s muži i ženami) a pasivním homosexuálům (těmi, kteří byli považováni za servilní a podřízené) se přistupovalo striktně odlišně. Právě tato morálka byla používána v neprospěch Julia Caesara, který měl mít údajně pasivní homosexuální vztah s králem Bithýnie. Tato jeho údajná láska se pak stala předmětem komentářů po celém Římě. Nicméně mnoho lidí z vyšších tříd tyto negativní představy o pasivní roli ignorovalo za podpory císařů Nerona a Elagabula. V Martialově tvorbě se taktéž dochovaly záznamy o dospělých mužích, kteří s jinými muži provozovali pasivní styk. Například popisuje případ, kdy starší muž toužil po pasivní roli a po svém mladším otrokovi vyžadoval roli aktivní. V kontrastu se Řeky se v Římě homosexuálním vztahům mezi muži přibližně stejného věku věnovala přece jenom větší pozornost. Prameny jsou různé a patří mezi ně například římská novela Satirikon, graffiti a malby dohledatelné v Pompejích, zrovna tak i zápisy vlevo na hrobech a papyrech v Egyptě. Obecně vzato byla pederastie (nemyslí se její forma, která se praktikovala v Řecku) v Římě dominující. Nicméně je potřeba také dodat, že kromě takových vztahů si muži brali ženy o hodně mladší, než oni, obvykle ještě v náctiletém věku.
Ani ženská homosexualita nestála v pozadí a měla dvě formy. Femininní ženy, které měly vztahy s dospívajícími dívkami: ženská pederastie, a maskulinní ženy, které spolu s muži bojovali o přízeň jiných žen.
Marcus Valerius Martialis, známý básník a právník, se narodil a vystudoval v Bilibilis (dnešní Calatayud), ale většinu svého života strávil v Římě. Jeho pobyt jej inspiroval v tvorbě svých básní a epigramů. Ve fiktivní první osobě psal o anální a vaginální penetraci a felaci mezi muži a ženami.
Dalším případem je Hadrianus, jeden z římských císařů narozených v Hispánii, konkrétně v Itálice (dnešní Santiponce). Císařem byl v letech 117-138. Jeho milencem byl Antinoos, jemuž otevřeně vyjadřoval lásku. Když utonul v Nilu, postavil Hadrianus v Egyptě na jeho památku město Antinoúpolis.
První zákon proti stejnopohlavnímu manželství přijali křesťanští císaři Constantius II. a Constans. I přesto pokračovali křesťanští císaři ve sběru daní za mužskou prostituci, a to až do vlády Anastasia I. (491-581). V r. 390 deklarovali křesťanští císaři Valentinianus I., Theodosius I. a Arcadius, že by homosexuální sex měl být trestán, a že každý, kdo z něj bude usvědčen, by měl být veřejně upálen. Křesťanský císař Justinián I. (527-565) učinil z homosexuálů přisuzoval homosexuálům podíl viny na hladomorech, zemětřeseních a morových epidemiích.
V důsledku tohoto vývoje se během 4. století římská morálka diametrálně změnila. Příkladem je tvrdý zásah proti Ammianu Marcellovi obviněném z praktikování tajfalské, kmene pobývajícího v oblasti mezi Karpatským pohořím a Černým mořem. V r. 342 přijali císaři Constans a Constantius II. zákon proti pasivní homosexualitě (trest spočíval pravděpodobně v kastraci). Později v r. 390 k němu přidal Theodisius I. smrt upálením pro všechny pasivní homosexuály působící v nevěstincích. V r. 438 byl zákon rozšířen na úplně všechny pasivní homosexuály. V r. 533 začal Justinián trestat veškeré homosexuální akty kastrací nebo upálením. V r. 559 se tento zákon ještě zpřísnil.
V pozadí těchto změn stojí patrně tři hlavní důvody. Prokopios, významný byzantský historik a učenec, došel k závěru, že tyto zákony měly především politický motiv, jelikož umožnily Justiniánovi takto zlikvidovat své nepřátele a konfiskovat jejich majetek, nikoli pouze eliminovat homosexualitu v řadách prostého lidu. Druhým a mnohem významnějším důvodem je vrůstající vliv křesťanství v římské společnosti, včetně křesťanského konceptu sexuality sloužící výhradně k reprodukci. Colin Spencer ve své knize Homosexuality: A History zmiňuje i jistý druh sebezáchovy Římanů po vypuknutí epidemie černé horečky a s ní související nutnost rozmnožování. Tento fenoném je kombinován s rostoucím vlivem stoicismu v říši.

Do r. 313 nezaujímalo křesťanství k homosexualitě žádné společné stanovisko. K tomu vedlo až mylné přesvědčení, že Pavel z Tarsu takové chování odsoudil coby smilstvo proti přírodě contra natura, čili ve výkladu křesťanství neexistuje žádný objektivní důvod, proč tak činit:
| „ | A stejně i muži zanechali přirozeného styku s ženami a vzplanuli žádostí jeden k druhému, muži s muži provádějí hanebnosti, a tak sami na sobě dostávají zaslouženou odplatu za svou scestnost. Bible kralická/Římanům. Kapitola 1:27. | “ |

### Království Vizigótů
Germánský lid měl pro pasivní homosexualitu a ženy malou toleranci. Zacházel s nimi stejně jako s "imbecily" a otroky a glorifikoval válečné přátelství mezi muži. Nicméně ve skandinávských zemích bylo zaznamenáno několik femininních a trans pastorů a severští Ásové, včetně Thóra a Odina měli údajně získávat nadpřirozenou sílu požíváním semene.
V raném středověku zůstal postoj k homosexualitě neměnný. I přesto, že nebyla homosexualita v té době akceptovaná, bylo zde zaznamenáno několik případů nepotrestaných homosexuálních aktů. Jedná se například o zpověď krále Chlodvíka I., v níž se přiznal ke vztahu s jiným mužem nebo Alcuina, anglického básníka a jeho verše obsahující homoerotiku.
Jedním z prvních právních pramenů činících z mužské homosexuality v Evropě zločin byl Liber Iudiciorum (nebo Lex Visigothorum). Vizigótské právo trestalo ve svém zákoníku (L. 3,5,6) sodomii vyhnanstvím a kastrací. Kastrací byly trestány všechny sexuální zločiny považované za protipřírodní, včetně mužské homosexuality, análního sexu (heterosexuálního i homosexuálního) a zoofilie. Ženská homosexualita byla považována za sodomii pouze v případě, že došlo k použití falického předmětu.
Tím, kdo prosadil trestání homosexuality kastrací, byl král Chindaswinth (642-653). Takoví tvrdá opatření byla jinak ve vizigótském právu neslýchané, vyjma Židů praktikujících obřízku. Po vykastrování byl viník předán místnímu biskupovi, který pak následně mohl rozhodnout o jeho vyhnání. Byl-li ženatý, prohlásilo se takové manželství za nenaplněné. Věno pak bylo následně vrácené ženě nebo rozděleno mezi dědice.

### Španělská inkvizice
V 16. století rozhodly královské dekrety, že by se sodomie sice měla trestat upalováním, ale že by v této věci měly rozhodovat světské autority. Po pádu inkviziční pravomoci už byla takto trestána pouze v Aragonském království, když r. 1524 Klement VII. pod záštitou papeže opět umístil sodomii do posouzení aragonské inkvizice o tom, zda jí umístit do sféry hereze. Soudní tribunál v Zaragoze postupoval v takovýchto procesech různorodě: v letech 1571-79 bylo více než 100 mužů obviněných ze sodomie a 36 z nich bylo odsouzených; celkem zde bylo v letech 1570-1630 543 procesů a 102 výkonů trestu. Nic z toho však nebylo provedeno světskými autoritami.

### První Francouzské císařství
V r. 1812 byla Barcelona anektována Prvním francouzským císařstvím a rozdělená mezi něj a část departmentu Montserrat (později Bouches-de-el'Èbre–Montserrat). V tomto režimu setrvala až do svého návratu Španělsku v r. 1814. V těchto dvou letech byl homosexuální pohlavní styk v Barceloně legální.

### Španělské království (1814-1931)
V r. 1822 byl přijat první trestní zákoník Španělského království, který stejnopohlavní sexuální styk dekriminalizoval. V r. 1928 se v průběhu diktatury Miguela Primo de Rivery stal homosexuální styk znovu předmětem stíhání.

### Druhá Španělská republika
V r. 1932 byl homosexuální styk v průběhu Druhé Španělské republiky opět legální.

### Frankovo Španělsko
Během Španělské občanské války byl básník Federico García Lorca zastřelen frankisty. Jedním z údajných motivů této vraždy měla být jeho homosexualita, byť se to není podložené. Právní reformy v r. 1944 a 1963 trestaly homosexuální styk jako "skandalizující veřejné projevy". V r. 1954 byl modifikován zákon proti potulce (Vagrancy Law) a u homosexuality učinil trestný čin svojí vnitřní povahou stejně nebezpečný jako kuplířství.
Zákon deklaroval, že opatření v té věci nepodléhají řádnému trestu, nýbrž bezpečnostním opatřením s dvojnásobným efektem: účel ochrany veřejnosti a umístění těchto subjektů pod zákon morálky. Smyslem tohoto zákona nebylo trestat, ale chránit a reformovat. Nicméně způsob jeho prosazování byl velmi svévolný a represivní. Policie navíc tulácký zákon často používala i proti politickým disidentům zneužívajícím jejich homosexualitu jako způsob, jak je politicky pronásledovat. Zákon byl zrušen r. 1979.
Nicméně v ostatních případech perzekuce gayů, leseb a translidí bylo čistě zneužíváno jejich sexuálního chování a homosexuálové (zejména muži) byli posíláni do speciálních věznic nazývaných jako "galerias de invertidos" (v překladu "žalář pro devianty"). Tisíce homosexuálů bylo během Francovy homofobní diktatury trvající 40 let až do jeho smrti v r. 1975 také uvězněno v psychiatrických léčebnách. Po pádu Francova režimu hledalo Španělsko novou cestu k ústavní demokracii, ale v samém začátku 70. let byli homosexuálové přehlíženi politickým aktivismem na úkor "tradičních" politických disidentů. Někteří gay aktivisté poukazují na fakt, že až do r. 2008 nebyla provedená žádná řádná odškodnění.
Nicméně v Barceloně, jednom z tolerantnějších měst i během Francova režimu, a kontrakulturních centrech Ibizy a Sitges (město v blízkosti Barcelony, hl. města Katalánska, které si dodnes drží status nejpopulárnější destinace gay turistiky) se v 60. letech zrodila tajná gay scéna. Na přelomu 60. až 70. let se v Katalánsku zrodilo i centrum gay literatury. Postoj společnosti ve zbytku Španělska se začal měnit s nástupem demokracie po Francově smrti v rámci kulturního hnutí La movida. Tento proces odstartoval rozvoj LGBT hutí ve zbytku Evropy a západním světě a stal se jedním z faktorů činících Španělsko jednou z nejvíc gay friendly zemí v Evropě.
V r. 1970 trestal tříletým vězením soulož mezi osobami stejného pohlaví i zákon o sociálním hazardu (Law of Social Hazard).

### Španělské království (1975-současnost)
V r. 1979 se stejnopohlavní sexuální styk stal ve Španělsku opět legálním a tento status si drží dodnes.
V prosinci 2001 zahájil španělský parlament proces mazání veškerých trestních záznamů o gayích, bisexuálech a lesbách uvězněných během Francova režimu. Veškerá zahájená trestní řízení pro homosexualitu a bisexualitu byla vymazána z trestních rejstříků odsouzených.

## Stejnopohlavní soužití

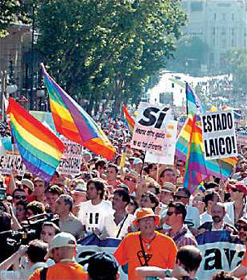
Gay Pride 2005 oslavující zpřístupnění institutu manželství homosexuálním párům ve Španělsku

V r. 1994 byl přijat zákon Ley de Arrendamientos Urbanos částečně uznávající stejnopohlavní soužití.
16 ze 17 španělských autonomních společenství přijalo vlastní zákony o registrovaném partnerství párů stejného pohlaví: Katalánsko (1998), Navarra (2000), Kastilie-La Mancha (2000), Valencie (2001), Baleárské ostrovy (2001), Madrid (2001), Asturie (2002), Andalusie (2002), Kastilie a León (2002), Extremadura (2003), Baskicko (2003), Kanárské ostrovy (2003), Kantábrie (2005), Galicie (2008) a La Rioja (2010) a obě autonomní města Ceuta (1998) a Melilla (2008).
Stejnopohlavní manželství, včetně plných adopčních práv, přijaly španělské zákonodárné orgány během Zapaterovy vlády Španělské socialistické dělnické strany v r. 2005.
Brzy poté, co nový zákon o manželství nabyl účinnosti, si člen Civilní gardy, vojensko-politických sil, vzal svého dlouholetého partnera. Garda mu zároveň umožnila žít se svým manželem v jedné budově, čímž se stala první policejní složkou v Evropě, která umožnila homosexuálním párům společně sdílenou vojenskou buňku.

## Adopce a rodičovství
Od července 2005 je ve Španělsku uzákoněná možnost osvojování dětí homosexuálními páry. Některá společenství toto umožňovala již předtím: Navarra (2000), Basicko (2003), Aragon (2004), Katalánsko (2005) a Kantabríe (2005). Kromě těchto se mohly homosexuální páry žijící v Astruii, Andalusii a Extremaduře stát trvalými nebo přechodnými pěstouny.
V r. 2006 byl novelizován zákon o asistované reprodukci: nebiologická matka má vůči díti narozeném v rámci lesbického manželství prostřednictvím asistované reprodukce automatická rodičovská práva a povinnosti. To samé je umožněné i gay párům, které využijí možnosti náhradního mateřství v zahraničí, neboť tento institut španělské zákony neuznávají. Smlouva, v níž by se náhradní matka zřekla svých práv, je ve zdejším právním prostředí neplatná.

## Anti-diskriminační zákony a zákony proti zločinům z nenávisti

Neoficiální duhová vlajka Španělska

Homofobní diskriminace v zaměstnání je ve Španělsku zakázána od r. 1995. Transfobní diskriminace zatím není ilegální celostátně a záleží pouze na jednotlivých společenstvích, jak se k ní postaví. Prvním byla Navarra v r. 2009. Následována byla Bascikem v r. 2012, Kanárskými ostrovy, Katalánskem a Galícií v r. 2014. Extremedura a Madrid tak učinily v r. 2015. Homofobní i transfobní diskriminace v přístupu ke zboží a službám není ilegální celostátně. Katalánsko (2014), Extremedura (2015) a Galície (2014) takovou diskriminaci zakazují ve svých vlastních zákonech.
Zločiny z nenávisti a nenávistné projevy na základě sexuální orientace nebo genderové identity jsou zakázané od r. 1995. Homofobní a transfobní diskriminace ve zdravotnictví a školství jsou ve Španělsku zakázány od r. 2011 a od r. 2013.
Dvě autonomní společenství zakazují diskriminaci na základě pohlavních charakteristik, do nichž lze zařazovat i osoby s nejednoznačným pohlavím. Jsou jimi Galicie a Katalánsko (obě od r. 2014).

## Vojenská služba
Lesby, gayové, bisexuálové i translidé smějí otevřeně sloužit v Ozbrojených silách Španělského království.

## Změna pohlaví
V listopadu 2006 přijala Zapaterova vláda zákon umožňující vydání nových úředních dokumentů (rodný list, občanský průkaz a cestovní pas) osobám, jejíchž pohlavní identita se neshoduje s anatomickým pohlavím, bez chirurgických zásahů. Zákon nabyl účinnosti 15. března 2016.

## Dárcovství krve
Gayové i bisexuálové smějí ve Španělsku darovat krev. Každý, bez ohledu na sexuální orientaci, musí absolvovat zkušení lhůtu šesti měsíců, když změní svého sexuálního partnera.

## Veřejné mínění

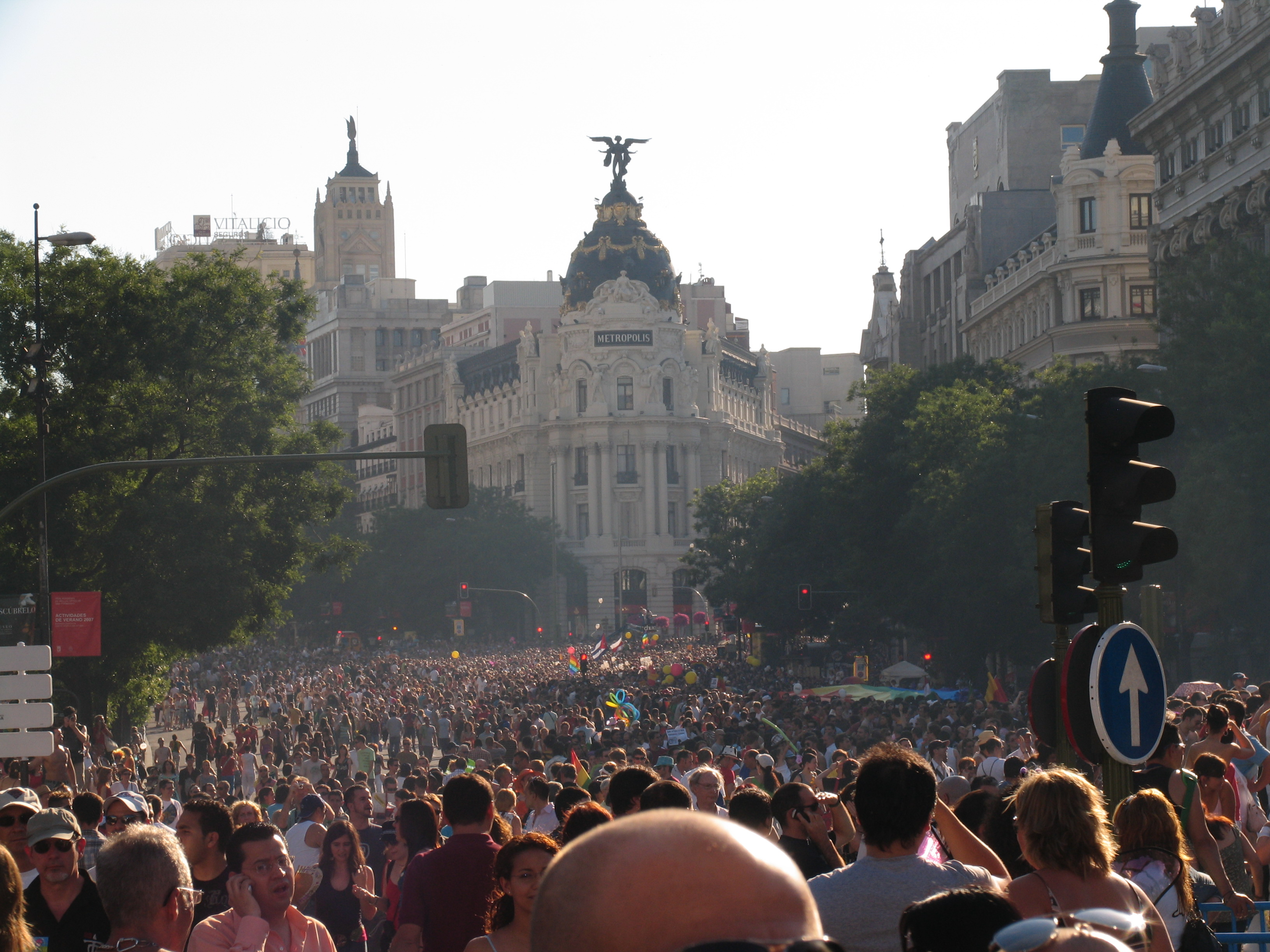
Europride 2007, Madrid.

Úroveň přijetí homosexuality a bisexuality je v dnešním Španělsku obecně velmi vysoká, nejintenzivněji ve velkých a středních městech. Na venkově a v některých sférách společnosti však i nadále přetrvává určitá míra diskriminace a předsudků. Eurobarometrické šetření z prosince 2006 ukázalo, že 66 % zkoumaných Španělů podporuje stejnopohlavní manželství a 43 % podporuje adopce dětí homosexuálními páry (Průměry EU jsou 44 % a 33 %).
4. března 2013 řekl Jorge Fernández Díaz, ministr vnitra, že v důsledku legalizace stejnopohlavního manželství je ohroženo zachování lidského druhu. Taktéž vyjádřil názor, že by se neměla homosexuálním manželům přiznávat stejná ochrana jako u heterosexuálních párů. Sedm let po legalizaci se nová definice manželství stala oficiální normou.
Mezi zeměmi sledovanými Pew Research Center v r. 2013 se Španělsko zařadilo v akceptaci homosexuality na prvním místě s 88 % Španěly respektujícími gay komunitu a 11 % majících určité výhrady.
V květnu 2015 začal PlanetRomeo, LGBT sociální network, publikovat první Gay Hapiness Index (GHI). Gayové z více než 120 zemí byli tázáni na to, jak moc dobře přijímá společnost homosexualitu, zda mají dobré zkušenosti v kontaktu s jinými lidmi a jak jsou obecně spokojeni se svým životem. Španělsko se umístilo na 13. příčce s GHI skórem 68.
Buzzfeed zahájil v prosinci 2016 výzkum několika zemí na téma přijetí translidí. Španělsko se v něm stalo nejvíce akceptující zemí ve všech kategoriích: 87 % se vyslovilo pro ochranu translidí před diskriminací na vládní úrovni; pouhých 8 % zastávalo názor, že se jedná o mentálně nebo psychicky narušené osoby. Kromě toho 77 % věřilo, že by se translidem měl umožnit přístup na veřejné toalety odpovídající jejich pohlavní identitě, přičemž více než 50 % z nich bylo jednoznačně pro.

### Literatura

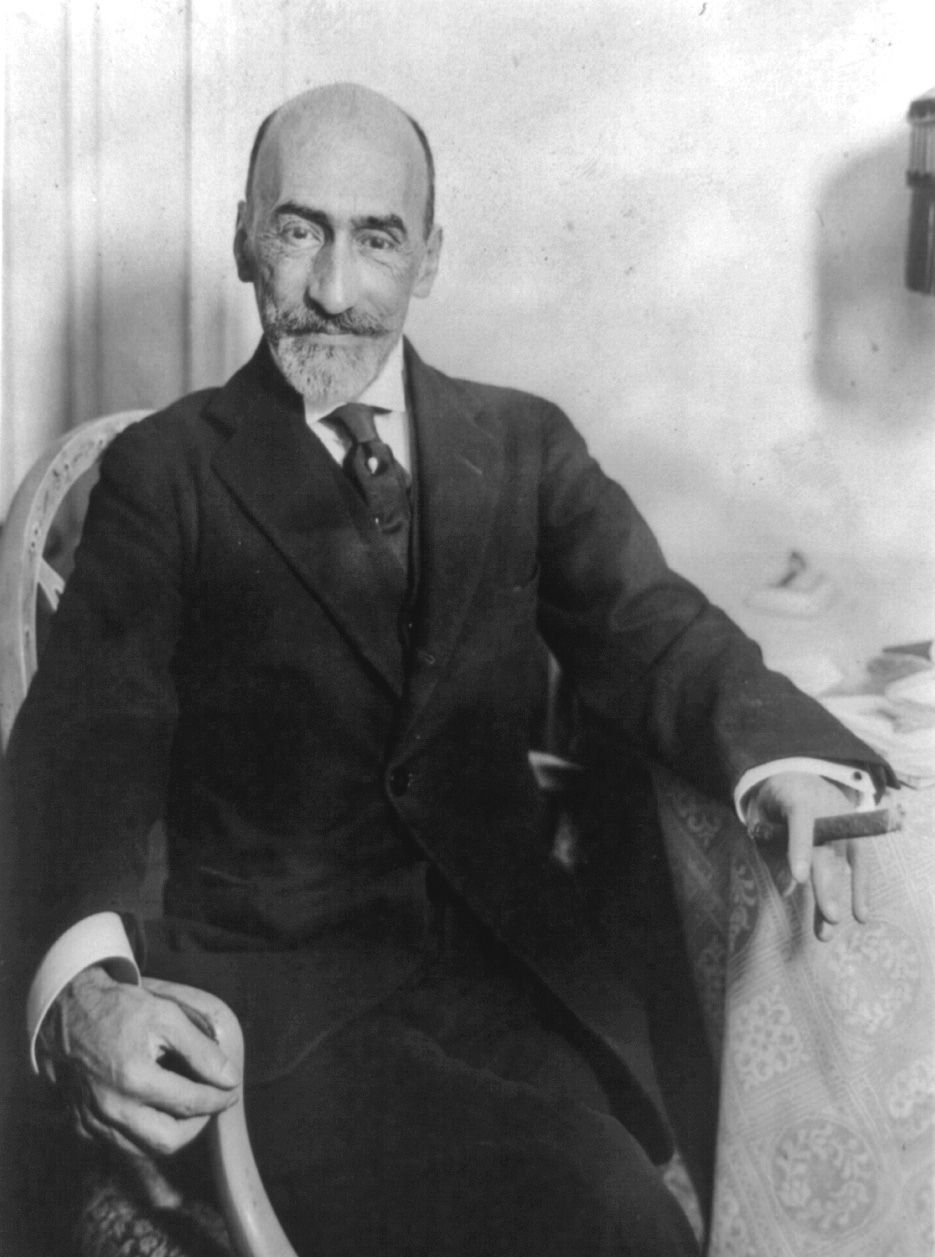
Jacinto Benavente, nositel Nobelovy ceny za literaturu.

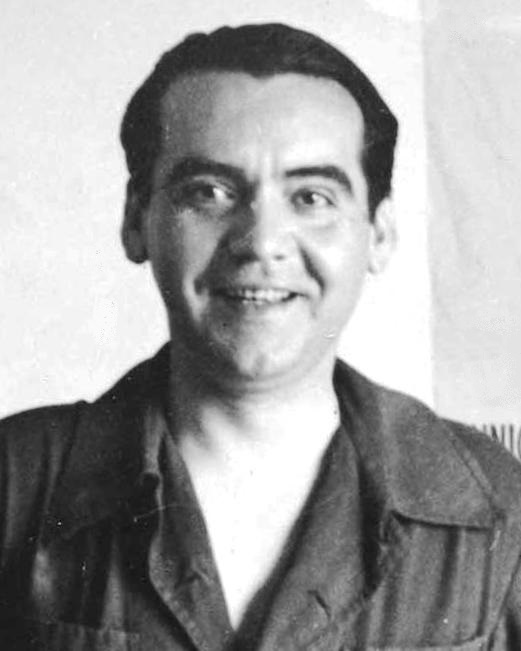
Federico García Lorca v roce 1932.

## Souhrnný přehled
| Legální stejnopohlavní styk                                                             | (1979)                                                                                                  |
| Stejný věk legální způsobilosti k pohlavnímu styku pro obě orientace                    | (1979)                                                                                                  |
| Anti-diskriminační zákony v zaměstnání                                                  | (1996)                                                                                                  |
| Anti-diskriminační zákony v přístupu ke zboží a službám                                 | (1996)                                                                                                  |
| Anti-diskriminační zákony v ostatních oblastech (homofobní urážky, zločiny z nenávisti) | (1996)                                                                                                  |
| Stejnopohlavní manželství                                                               | (Celostátně od r. 2005)                                                                                 |
| Jiná forma stejnopohlavního soužití                                                     | (Celostátní Neregistrované soužití od r. 1994. Registrované partnerství v některých městech od r. 1997) |
| Adopce dítěte partnera i společná adopce dětí stejnopohlavními páry                     | (Celostátně od r. 2005)                                                                                 |
| Gayové a lesby smějí otevřeně sloužit v armádě                                          | (1979)                                                                                                  |
| Možnost změny pohlaví                                                                   | Yes |
| Rovný přístup k umělému oplodnění pro všechny                                           | (Celostátně od r. 2005)                                                                                 |
| MSM smějí darovat krev                                                                  | (2005)                                                                                                  |
| Náhradní mateřství pro gay páry                                                         | (Źádná zákonná úprava ani pro heterosexuální páry)                                                      |

## LGBT kultura

### Film

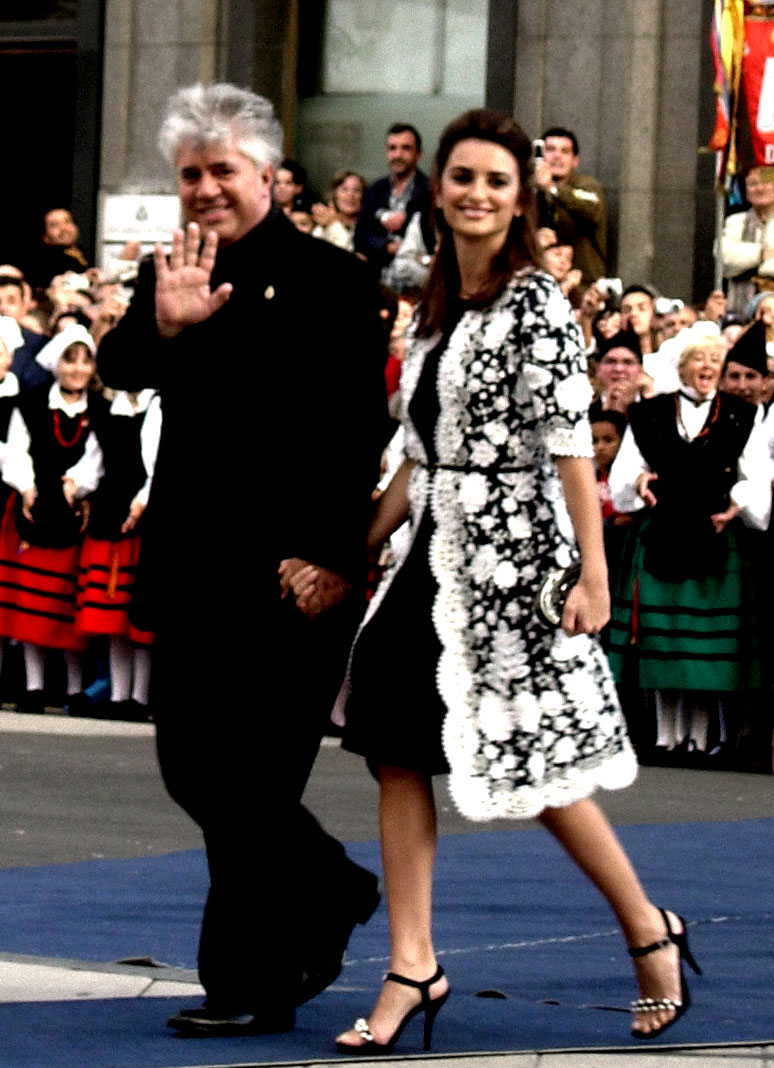
Pedro Almodóvar a Penélope Cruz před vstupem do Nadace prince Asturského (Fundación Príncipe de Asturias) v Oviedu.

Počátky homosexuální tematiky ve španělské kinematografii byly náročné z důvodu Francovy cenzury. Prvním filmem, který alespoň zčásti vyobrazuje homosexualitu, byl diskrétně natočený muzikál Diferente z r. 1961, režírovaný Luisem Maríou Delgado. Až do roku 1977 byly homosexuálové ve filmech zobrazováni výsměšně jako "vykroucené zženštilé buzny", pokud se tam vůbec někdy objevili.
Po přechodu k demokracii se začaly objevovat první filmy, které nezobrazovaly homosexualitu v negativním světle. Například La Muerte de Mikel, režírovaný Imanolem Uribe a Ocaña, retrat intermitent, režírovaný Venturou Ponsem. V těchto filmech tvůrci experimentovali s různými představami o homosexuálních mužích: transvestitita ve filmu Un hombre llamado Flor de Otoño (1978), mužný a atraktivní gay se objevil nejprve ve filmu Los placeres ocultos (1976) od režiséra Eloye de la Iglesia, válčící "queen" ve filmu Gay Club (1980) atd. Homosexualita je centrem děje a homosexuálové jsou vyobrazováni jako vnitřně rozervaní a zranitelní jedinci, kteří mají problém se začlenit do společnosti.
Počátkem roku 1985 ztrácí homosexualita svojí klíčovost v ději, ačkoli je stále jeho základem. Tento trend se objevuje ve filmu La ley del deseo (1987) od Pedra Almodóvara a pokračuje ve filmech Tras el cristal (1986) od Agustí Villaronga Las cosas del querer (1989) a Las cosas del querer 2 (1995) od Jaime Chávarri.
Mezi novodobé úspěšné filmy patří Perdona bonita, pero Lucas me quería a mí (1997), Segunda piel (1999), Km. 0 (2000) a španělsko-argentinský film Plata quemada (2000), Los novios búlgaros (2003) a Cachorro (2004).
Bezesporu nejznámějším LGBT španělským režisérem zůstává Pedro Almodóvar. Režisér filmu La Mancha, do jehož děje se LGBT témata často prolínají. Díky svým filmům Almódovar nejznámějším španělským tvůrcem i v zahraničí. Kromě Almodóvara jsou Ventura Pons a Eloy de la Iglesia dalšími dvěma režiséry, kteří točili filmy s LGBT tematikou. V září 2004 přiznal režisér Alejandro Amenábar veřejně svojí homosexualitu.
Filmů s lesbickou tematikou zde moc není. Nejznámějšíms je komedie A mi madre le gustan las mujeres (2002).
Nejvýznamnějšími LGBT filmovými festivaly jsou LesGaiCineMad v Madridu a Festival internacional de cinema gai i lèsbic de Barcelona (GICGLB) v Barceloně. Dále se zde také konají další menší festivaly a show, např.: Festival del Mar na Baleárských ostrovech, Festival del Sol na Kanárských ostrovech, Zinegoak v Bilbau, LesGaiFestiVal ve Valencii nebo Zinentiendo v Zaragoze.

### Hudba

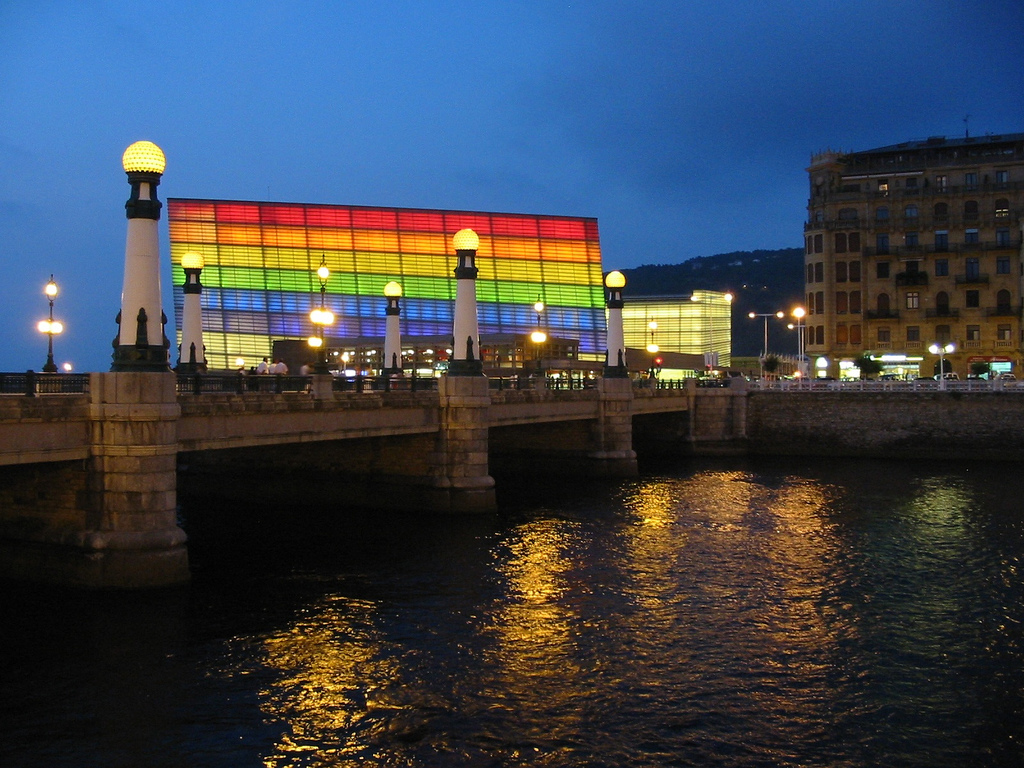
Speciální osvětlení Auditoria Kursaal při příležitosti dne hrdosti, San Sebastián

Během Francova režimu se hudebníci ve svých zpěvech a veřejných projevech jen zřídka vyjadřovali o homosexualitě. Výjimku tvoří zpěvák Miguel de Molina copla, otevřený homosexuál a odpůrce Franca, který byl po brutálním mučení nucen emigrovat Argentiny. Jeho show pak byly následně zakázány. Další výjimkou byl Bambino, jehož homosexualita se odrážela v jeho flamenco stylu. Některé Raphaelovy písně jako jsou "Qué sabe nadie" ("Co se o tě ví?") nebo "Digan lo que digan" (Cokoliv řeknou") byly pravidelně interpretovány v gay světle.
V r. 1974 se folk rocková kapela Cánovas, Rodrigo, Adolfo y Guzmán odvážela pojednávat o lesbickém vztahu v písni "María y Amaranta" ("María a Amaranta"), které se překvapivě nestala předmětem cenzury. Během Španělského přechodu k demokracii zpívalo duo Vainica Doble o boji homosexuálního muže s předsudky ve vlastní rodině v písni "El rey de la casa" ("Král domu").
Zpěvák a skladatel Víctor Manuel zahrnul LGBT subjekty do několika svých písní. V r. 1980 vydal "Quién puso más" ("Kdo dá víc?"), pravdivý příběh o lásce dvou mužů, která skončí po 30 letech. Později zmiňoval transexualitu v písni "Como los monos de Gibraltar" ("Jako opice Gibraltaru"), ženskou homosexualitu v "Laura ya no vive aquí" (Lauro, už se tedy dále nezdržuj") a bisexualitě v "No me llames loca" (Nenazývej mě bláznem/královnou).
S příchodem kulturního hnutí La Movida Madrileña se ve španělské hudbě začala stávat homosexualita ještě viditelnější. Duet složený Pedra Almodóvara a Fabira McNamara se obvykle během svých koncertů převlékal za ženy. Oba mívali tendenci zpívat provokativní texty. Tino Casal se stal ikonou mnoha gayů, přestože se nikdy veřejně ke své homosexualitě nepřihlásil. Nicméně trio Olvido Gara, Nacho Canut y Carlos Berlanga ve svých různých projektech od Kaka de Luxe a Alaska y Dinarama po Fangorii, který se časem začaly dávat do souvislosti se zrodem LGBT hnutí pro přítomnost homosexuality v textech a koncertech. Během tohoto období se píseň Dingarma ¿A Quién le Importa? ("Kdo se stará?") stala španělskou gay hymnou. Po Movidě pokračovali někteří umělci v tvorbě hudby s homosexuální tematikou. Například Fabio McNamara, Carlos Berlanga v písních "Vacaciones" ("Prázdniny") nebo Luis Miguélez, bývalý kytarista Dinaramy a nová část Glamour to Kill

### Sport
Sport je z hlediska LGBT inkluze stále problematickou oblastí. Přesto se ale vyskytly případy španělských sportovců, kteří se veřejně vyoutovali. Například Mapi Léon a Ana Romero ve fotbale, Victor Gutiérrez ve vodním pólu, Calos Peralta v plavání, Marta Mangué v házené, Javier Raya v krasobruslení a Mariam Blasco v judu.
V únoru 2019 vetovala španělská krajně pravicová strana Vox oficiální výzvu proti homofobii ve sportu. Ostatní španělské politické strany jí podpořily, ale k plnému přijetí potřebovala jednomyslný souhlas.